# Prusice (district de Prague-Est)
Pour les articles homonymes, voir Prusice.
Prusice (en allemand : Prusitz) est une commune du district de Prague-Est, dans la région de Bohême-Centrale, en République tchèque. Sa population s'élevait à 77 habitants en 2020.

## Géographie
Prusice se trouve à 4 km au sud-sud-est de Kostelec nad Černými lesy, à 9 km au sud-est de Kouřim et à 34 km à l'est-sud-est de Prague.
La commune est limitée par Kostelec nad Černými lesy à l'ouest et au nord, par Oleška à l'est, et par Nučice et Konojedy au sud.

## Histoire
La première mention écrite de la localité date de 1228.